# Daniel Müller-Schott
Daniel Müller-Schott (nacido en 1976) es un violonchelista alemán.
Nacido en Múnich, estudió con Walter Nothas, con el violonchelista austriaco Heinrich Schiff y con el violonchelista británico Steven Isserlis. La violinista Anne-Sophie Mutter lo tutorizó personalmente en su fundación, gracias a la cual más tarde pudo pasar un año estudiando con el gran Mstislav Rostropovich. A los 15 años despertó entusiasmo al ganar el primer premio en el Concurso Internacional Chaikovski para jóvenes músicos de Moscú en 1992.
Toca un violonchelo de Matteo Goffriller, fabricado en Venecia en 1727.
Ha trabajado con directores de renombre mundial como Vladimir Ashkenazy, Charles Dutoit, Christoph Eschenbach, Kurt Masur, Sakari Oramo y André Previn. Grabó y lanzó los Tríoscon piano de Mozart en 2006 con Anne-Sophie Mutter y André Previn. Con Angela Hewitt, ha grabado las obras completas de Beethoven para violonchelo y piano.

## Grabaciones
- 2000 Johann Sebastian Bach – 6 Suiten für Violoncello solo; Daniel Müller-Schott[3]
- 2002 Música para violonchelo y piano – Debussy, Poulenc und Franck Sonaten, Ravel Habanera; Daniel Müller-Schott, Robert Kulek,[3] CD del mes de la revista BBC Music
- 2003 Haydn-Konzerte Nr. 1 y nro. 2, Beethoven – Romanzen n.º 1 y 2; Daniel Müller-Schott, Orquesta de Cámara de Australia
- 2004 Joseph Joachim Raff - Konzerte für Violoncello und Orchestre Nr. 1 y 2, "Begegnung" - Dúo op. 59 para Violoncello und Klavier; Daniel Müller-Schott, Robert Kulek, Bamberger Symphoniker, Hans Stadlmair
- 2004 Khachaturian - Konzert für Violine, Violoncello und Orchester; Daniel Müller-Schott, Arabella Steinbacher, Orquesta Sinfónica de la Ciudad de Birmingham, Sakari Oramo
- 2005 Robert Schumann - Werke für Violoncello und Klavier; Daniel Müller-Schott, Robert Kulek
- 2006 Elgar, Walton – Conciertos para violonchelo; Daniel Müller-Schott, André Previn, Orquesta Filarmónica de Oslo, Preis der deutschen Schallplattenkritik, CD de la semana de The Times
- 2006 Felix Mendelssohn Bartholdy (1809–1847) - Los tríos para piano 1 y 2; Daniel Müller-Schott, Julia Fischer, Jonathan Gilad, en PENTATONE (PTC 5186085). Choc du Monde de La Musique.
- 2006 Franz Schubert – Streichquintett D 956, D 87; Daniel Müller-Schott, Cuarteto Vogler
- 2006 Wolfgang Amadeus Mozart – Klaviertrios; Daniel Müller-Schott, Anne-Sophie Mutter, André Previn
- 2007 Johann Sebastian Bach Gamba Sonatas; Daniel Müller-Schott, Angela Hewitt, El gramófono Elección del editor
- 2007 Johannes Brahms – Concierto doble para violín y violonchelo en la menor, op. 102, Concierto para violín en re, op. 77; Daniel Müller-Schott, Julia Fischer, Yakov Kreizberg, Orquesta Filarmónica de los Países Bajos Ámsterdam, en PENTATONE (PTC 5186066). Gramophone Editor's Choice, Preis der deutschen Schallplattenkritik.
- 2008 Conciertos para violonchelo n.° 1 y 2 de Dmitri Shostakovich, Yakov Kreizberg, Orquesta Sinfónica de la Radio de Baviera, CD del mes de la revista BBC Music, Deutscher Schallplattenpreis 3/2008
- 2009 Conciertos para violonchelo de Schumann y Volkmann, Orquesta Sinfónica NDR, Christoph Eschenbach
- 2010 Obras de Mendelssohn para violonchelo y piano, Daniel Müller-Schott, Jonathan Gilad
- 2011 Britten Las suites para violonchelo
- 2012 Prokófiev / Britten - Las sinfonías para violonchelo
- 2014 Antonín Dvořák - Las obras para violonchelo
- 2015 Shostakovich / Britten / Prokófiev Sonatas para violonchelo con Francesco Piemontesi
- 2016 Sesiones a dúo con Julia Fischer
- 2017 Cello Reimagined – Cello Konzerte von Bach, Haydn und Mozart, Daniel Müller-Schott, L'arte del Mondo, Werner Erhardt
- 2018 VIAJE A RUSIA – Tchaikovsky, Glazunov, Rimski-Kórsakov; Daniel Müller-Schott, Deutsches Symphonie-Orchestre de Berlín, Aziz Shokhakimov

## Otras lecturas
- Roca, Octavio (27 de octubre de 2003). «German cellist shows promise of extraordinary ability». The Miami Herald (Miami, Florida). p. 67. Consultado el 25 de mayo de 2020.

- Datos: Q92220